# Kołuda Wielka
Kołuda Wielka – osada w Polsce położona w województwie kujawsko-pomorskim, w powiecie inowrocławskim, w gminie Janikowo.
W latach 1975–1998 miejscowość administracyjnie należała do województwa bydgoskiego.

## Historia
W 1250 r. wieś stanowiła własność biskupów kujawskich. Wśród właścicieli dóbr wymieniany jest m.in. sędzia inowrocławski Dobiegniew (XIV w.), Mikołaj Kołudzki – podstoli inowrocławski (1436 r.), Janusz Kołudzki (1462 r.), Krzysztof Krzekotowski (XVI w.), Jan Kołudzki – podstoli brzeski (1648 r.), Borucka, z d. Kołudzka (1793 r.), w latach 1820–1851 rodzina Mittelstadt, w latach 1851–1887 rodzina Mieczkowskich, która w końcu XIX w. wybudowała tu dwór, a następnie na początku XX w. rozbudowała. Następnym właścicielem był Bolesław Brodnicki. Rodzina Brodnickich gospodarzyła tu aż do wojny, po ich wysiedleniu – formacja SS, a od 1946 r. Skarb Państwa. W 1970 r. dwór po raz kolejny był remontowany i przebudowany. Pozbawiono go wówczas wielu cech stylowych.

## Hodowla gęsi
W Instytucie Zootechniki w Zakładzie Doświadczalnym Kołuda Wielka w 1993 została wyhodowana gęś biała kołudzka, która stanowi 90% krajowego pogłowia gęsi. Tłuszcz tych gęsi, zw. „owsianymi” zaliczany jest do „zdrowszych tłuszczów zwierzęcych” ze względu na znaczną zawartość jednonienasyconego kwasu oleinowego (ok. 42%), linolowego (ok. 20%) i linolenowego.

## Zabytki
Według rejestru zabytków NID na listę zabytków wpisany jest zespół dworski, nr rej.: 120/A z 30.09.1985:
- dwór, 1880
- park, poł. XIX w.

## Media
Kołudę Wielką swoim zasięgiem obejmują media ze stolicy gminy.
- Portal miejski i gminny ejanikowo.pl - Fakty i opinie[7]
- Lokalna telewizja kablowa JanSat

## Sport
- We wsi działa klub piłkarski Zootechnik Kołuda Wielka. Obecnie (sezon 2019/2020) piłkarze Zootechnika występują w bydgoskiej Klasa A Grupa 2. Klub powstał w 1993 roku.